# Chants of Maldoror
Chants of Maldoror war eine italienische Gothic-/Death-Rock-Band, die 1994 gegründet wurde.
Der Name der Band leitet sich von einem Prosagedicht des französischen Autors Comte de Lautréamont, Les Chants de Maldoror, ab, welches als ein Meisterwerk des Unwirklichen und des dekadenten Surrealismus gilt.

## Geschichte
Chants of Maldoror wurde am 22. Dezember 1994 von Adolphe (Gesang) und David (Bass) gegründet wurde.
Ihre erste offizielle Veröffentlichung 1997 war das Demoband Ritual Death, welches im Mai/Juni 1996 aufgenommen wurde. Im selben Jahr spielte die Band verschiedene Konzerte in Rom und auf dem „Ascension-of-the-Gods“-Festival in Bassiano, Italien.
1998 wurde es ruhig um die Band und sie spielte in diesem Jahr nur ein Konzert in Rom.
Im März 1999 spielte die Band wieder ein Konzert in Rom und nahm von Juli bis November ihr Debütalbum auf. Im Juni 2000 wurde das erste Album Thy Hurting Heaven bei Radio Luxor/SPV veröffentlicht.
2001 spielte die Band zwei Konzerte in Rom und eines in Rimini und im Juni/Juli begannen die Aufnahmen zu neuen Liedern.
Die Arbeiten wurden erst im März bis August 2002 weitergeführt, und die Band spielte in diesem Jahr Konzerte in Rom, Reggio nell’Emilia und Mailand. Bald folgten viele Auftritte auf Festivals so auch beim 11. Wave-Gotik-Treffen in Leipzig, auf den „Herbstnächten“ in Rabenstein dem Rozz-Williams-Tribut-Festival als Headliner sowie auf dem „Darknation Day“ in Wien und beim legendären „Gotham Festival“ im Amsterdamer Paradiso.
Am 4. September 2005 veröffentlichte die Band ihr zweites Album mit dem Titel Every Mask Tells the Truth auf Strobelight Records. In der Folgezeit wurden die Aktivitäten jedoch eingestellt.

## Diskografie
- 1997: Ritual Death (Demo)
- 2000: Thy Hurting Heaven (Radio Luxor/SPV)
- 2005: Every Mask Tells the Truth (Strobelight Records)